# Gonocephalus kuhlii
Gonocephalus kuhlii är en ödleart som beskrevs av  Hermann Schlegel 1848. Gonocephalus kuhlii ingår i släktet Gonocephalus och familjen agamer. Inga underarter finns listade i Catalogue of Life.